# Trachylepis atlantica
Trachylepis atlantica é uma espécie de lagarto da família Scincidae, notável endemismo do arquipélago de Fernando de Noronha, na costa nordeste do Brasil. O animal é coberto de manchas claras e escuras na parte superior de seu corpo e apresenta, em média, de 7 a 10 cm de comprimento. Sua cauda é comprida e musculosa, mas se rompe com facilidade. É muito comum em todas as ilhas de Fernando de Noronha, e alimenta-se tanto de insetos quanto de vegetais, inclusive do néctar da Erythrina velutina. Além disso, consome desde farelos de biscoitos até ovos de sua própria espécie. Espécies introduzidas, como os gatos, são predadores do lagarto, além de vários vermes parasitas que podem infectá-lo.
É provável que tenha sido visto por Américo Vespúcio, em 1503; entretanto, somente em 1839 foi descrito formalmente pela primeira vez. Sua história taxonômica subsequente tem sido complexa, confusões com o Trachylepis maculata e com outras espécies, homônimos e outros problemas. A espécie é classificada no gênero Trachylepis, predominantemente africano, e acredita-se que tenha chegado à ilha através de vegetação flutuante provenientes da África. O enigmático Trachylepis tschudii, supostamente do Peru, pode tratar-se dessa mesma espécie.

## Descoberta e taxonomia
Um dos primeiros relatos sobre o arquipélago de Fernando de Noronha, supostamente baseado na viagem de Américo Vespúcio em 1503, descreve a ilha como habitada por "lagartos com duas caudas", o que se acredita ser uma referência ao lagarto endêmico Trachylepis atlantica. Sua cauda é comprida e frágil e se rompe facilmente, assim como a de outros lagartos, já que as caudas podem se regenerar. Entretanto, quando ela não se rompe completamente, uma nova cauda pode crescer a partir da parte remanescente, por isso o rabo parece bifurcado.

### Século XIX
Formalmente, a espécie foi descrita pela primeira vez por John Edward Gray, em 1839, baseando-se em dois espécimes coletados pelo HMS Chanticleer, antes de 1838. Ele catalogou, entre outros, os nomes Tiliqua punctata, para o lagarto endêmico de Fernando de Noronha, e Tiliqua maculata, para uma espécie da Guiana. Seis anos depois, ele transferiu ambas as espécies para o gênero Euprepis. Em 1887, George Boulenger classificou-as como do gênero Mabuya (incorretamente grafado como "Mabuia") e considerou-as idênticas, usando o nome "Mabuia punctata" para os indivíduos que ocorriam em Fernando de Noronha e na Guiana. Ele também incluiu a espécie Mabouya punctatissima (O'Shaughnessy, 1874), supostamente da África do Sul, como sinônimo.

### Século XX
Em 1900, L. G. Andersson alegou que o nome dado por Gray, punctata, já estava pré-ocupado pela espécie Lacerta punctata (Lineu, 1758), que ele identificou como Mabuya homalocephala. Por esse motivo, ele substituiu o nome punctata por seu sinônimo júnior maculata, utilizando a denominação Mabuya maculata para o lagarto de Fernando de Noronha. O Lacerta punctata de Lineu, na verdade, se refere à espécie asiática Lygosoma punctatum, e não ao Mabuya homalocephala. Mesmo assim, o nome punctata, atribuído por Gray, permanecia inválido. Em 1931, C.E. e M.D. Burt retornaram com o nome Mabuya punctata (dessa vez, grafado corretamente) para o lagarto de Noronha. Ele escreveu que este réptil era muito distinto dos outros Mabuya americanos e mais similar, em alguns aspectos, às espécies africanas.
K.P. Schmidt, em 1945, concordou com a conclusão de Dunn de que o maculata e o punctata de Gray não eram os mesmos, mas destacou a opinião de Andersson, segundo a qual punctata já estava pré-ocupado e, por isso, introduziu um novo nome (Mabuya atlantica) para substituir punctata. No ano seguinte, H. Travassos, discordando de Dunn e desconhecendo as contribuições de Andersson e de Schmidt, considerou ambos os nomes propostos por Gray como sinônimos e restaurou a denominação Mabuya punctata para o lagarto de Fernando de Noronha. Ele também considerou Mabouya punctatissima e Trachylepis (Xystrolepis) punctata (Tschudi, 1845), encontrado no Peru, sinônimos dessa espécie. Em 1948 ele reconheceu a pré-ocupação de punctata, observada por Andersson e, dessa forma, retirou Mabuya punctata em favor de Mabuya maculata, como Andersson tinha feito. O nome Mabuya maculata continuou sendo utilizado para a espécie durante as décadas subsequentes, embora alguns tenham utilizado Mabuya punctata, "não ... conscientes das últimas mudanças na nomenclatura".

### Século XXI

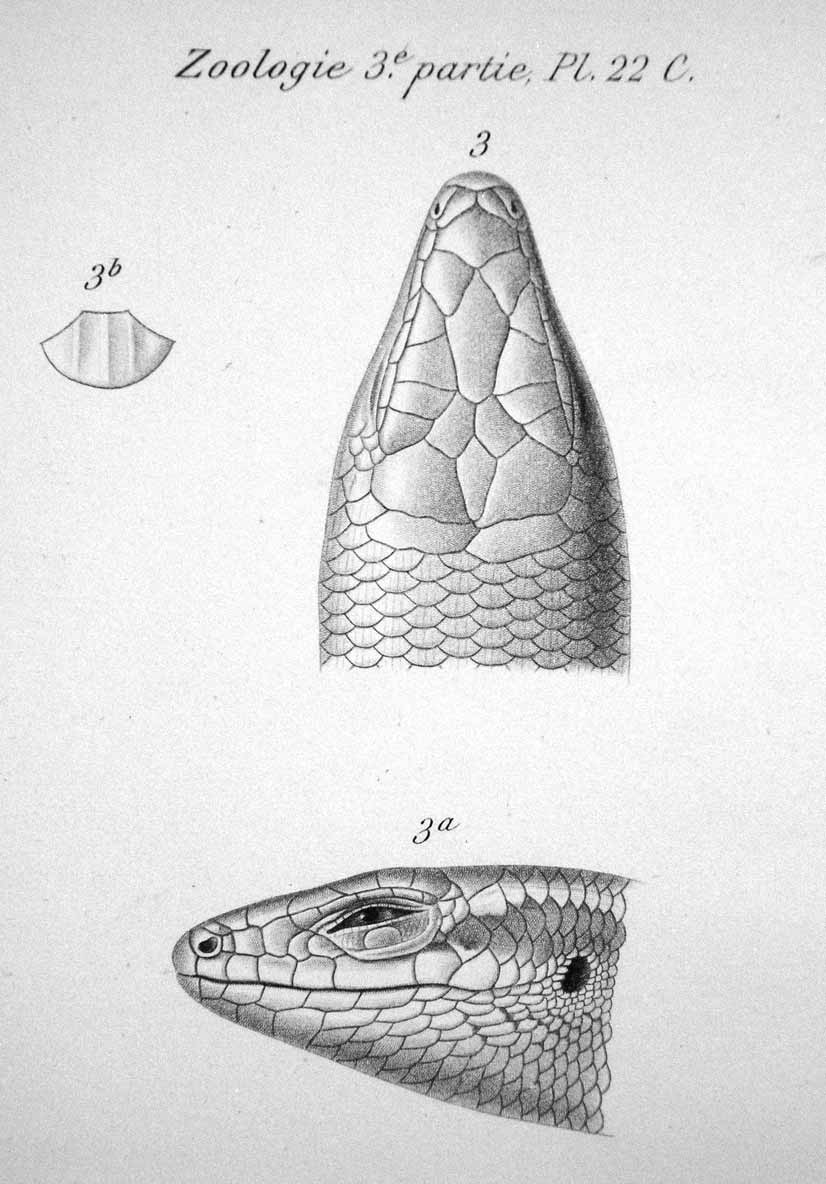
O Trachylepis maculata tem sido por muito tempo confundido com o lagarto de Fernando de Noronha.

Em 2002, P. Mausfeld e D. Vrcibradic publicaram uma nota na nomenclatura do lagarto de Noronha, informando sobre a revisão do tipo nomenclatural original criado por Gray. Apesar de exaustivos intentos de corrigir o nome da espécie, eles foram, aparentemente, os primeiros a fazê-lo desde Boulenger, em 1887. Baseando-se em diferenças no número de escamas, de lamelas subdigitais (lamelas localizadas na parte inferior dos dedos) e de quilhas (cristas longitudinais) nas escamas dorsais (localizadas na parte superior), assim como na separação das escamas parietais (entre os olhos) no maculata, eles concluíram que as duas espécies não eram idênticas e que o nome dado por Schmidt, Mabuya atlantica, devia ser utilizado. Mausfeld e Vrcibradic consideraram Mabouya punctatissima ideal para representar uma espécie diferente, com base em distinções morfológicas, mas o nome era incapaz de resolver a situação de Trachylepis (Xystrolepis) punctata.
No mesmo ano, Mausfeld e outros conduziram um estudo filogenético molecular no lagarto de Fernando de Noronha, utilizando os genes mitocondriais 12S e 16S RNA, e provaram que a espécie do arquipélago era mais próxima das espécies do gênero Mabuya africanas do que das encontradas na América do Sul, como sugeriram, anteriormente, com base em semelhanças morfológicas. Eles dividiram o antigo gênero Mabuya em quatro outros gêneros para separar geograficamente os clados. Dentre eles, criaram o gênero Euprepis para o clado africano-noronhense, renomeando, assim, a espécie de Noronha como Euprepis atlanticus. Em 2003, A.M. Bauer achou que o nome Euprepis havia sido aplicado incorretamente a esse clado e que Trachylepis era o mais apropriado. Dessa forma, o lagarto passou a ser chamado de Trachylepis atlantica. Outros estudos filogenéticos moleculares adicionais foram publicados em 2003 e em 2006, confirmando a relação entre o Trachylepis atlantica e os Trachylepis africanos.
Em 2009, Miralles e outros revisaram o táxon maculata e concluíram que o animal, agora conhecido como Trachylepis maculata, também pertencia ao clado africano, mas eles não foram capazes de determinar se a espécie era ou não nativa da Guiana. Eles também revisaram Trachylepis (Xystrolepis) punctata e substituíram-no por Trachylepis tschudii, porque o nome mais antigo era pré-ocupado pelos punctata de Lineu e de Gray. Embora não conseguissem solucionar a identificação do T. tschudii, que ainda é conhecida por um único espécime encontrado no Peru, eles acreditavam que era mais provável que essa espécie fosse a mesma do lagarto de Fernando de Noronha. Ela poderia ser tanto representante de uma população amazônica desse último, ainda não descoberta, quanto, simplesmente, um animal mal classificado de Fernando de Noronha.

## Descrição

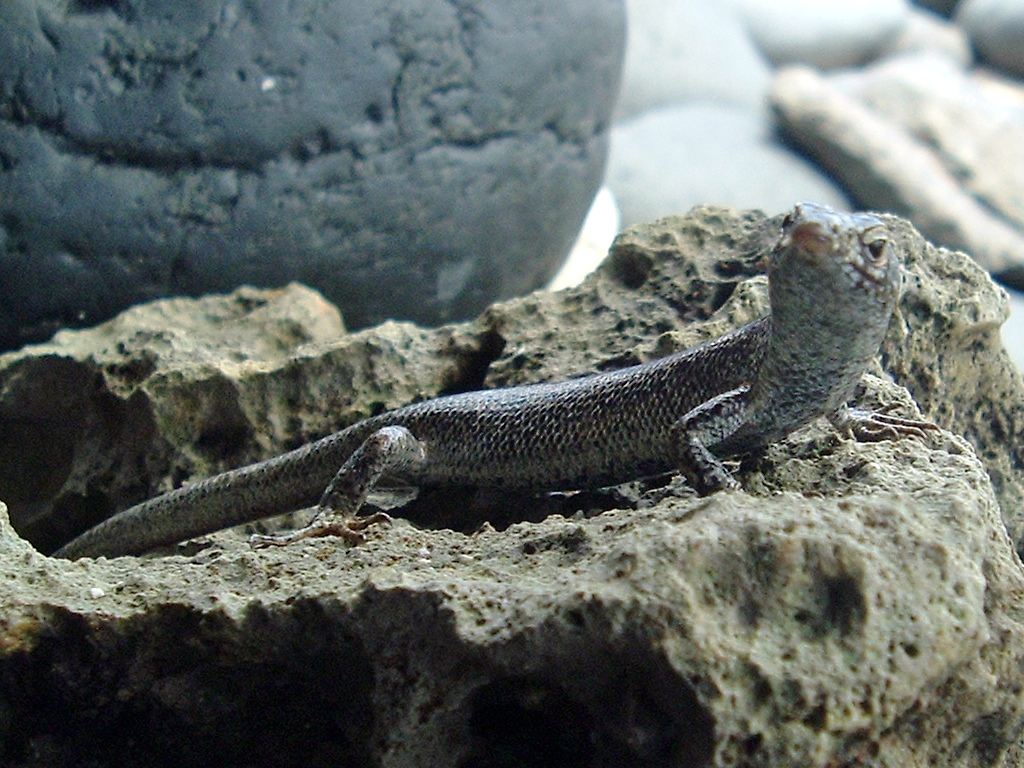
Exemplares da espécie Trachylepis atlantica são muito comuns em Fernando de Noronha.

O Trachylepis atlantica é coberto por manchas claras e escuras, havendo variações substanciais das cores. Ele não apresenta listras longitudinais. As escamas da parte de baixo são amareladas ou acinzentadas. As pálpebras vão do branco ao amarelo. Possui uma cabeça pequena com narinas reduzidas, localizadas nas laterais da cabeça. A boca contém dentes pequenos e cônicos e uma língua fina e bem-desenvolvida. Seus olhos são pequenos e se posicionam lateralmente, apresentando íris redondas e escuras. O lagarto também possui de três a cinco lóbulos auriculares (pequenas projeções) na frente dos ouvidos; esses lóbulos são ausentes no gênero Mabuya. As patas traseiras são mais compridas e fortes do que as dianteiras, que são pequenas. A cauda é mais longa do que o corpo e é muscular, porém muito frágil. Seu corpo é praticamente cilíndrico na forma e afina-se em direção à extremidade da cauda.
Em répteis, as características das escamas são importantes na distinção entre espécies e entre grupos de espécies. No lagarto de Fernando de Noronha, as escamas supranasais (localizadas sobre o nariz) estão em contato, como as pré-frontais (entre as narinas) na maioria dos indivíduos. As duas escamas fronto-parietais (sobre os olhos e levemente entre eles) não são fundidas. Diferente do T. maculata, as escamas parietais  (entre as fronto-parietais) estão em contato umas com as outras. Há quatro escamas supraoculares (sobre os olhos) em quase todos os espécimes e cinco supraciliares (imediatamente acima dos olhos, abaixo das supraoculares). As escamas dorsais (nas partes superiores) têm três quilhas, duas a menos do que no T. maculata. Apresenta de 34 a 40 (moda: 38) escamas na região mediana do corpo (contadas ao redor do meio do corpo entre as patas traseiras e dianteiras), de 58 a 69 (moda: 63-64) dorsais e de 66 a 78 (moda: 70) ventrais (nas partes inferiores). As espécies do gênero Mabuya e o T. maculata, geralmente, apresentam menor número de escamas na região mediana (acima de 34). Há de 21 a 29 lamelas subdigitais sob o quarto dedo, mais do que o T. maculata, que apresenta 18. O lagarto de Noronha possui 26 vértebras pré-sacrais (localizadas antes do sacro), similar à maioria dos Trachylepis, mas diferente dos Mabuya americanos, que têm, no mínimo, 28.
Embora haja uma variação substancial das medidas nas espécies, nenhum grupo específico pôde ser detectado e não é possível separar os sexos inequivocamente usando apenas as medidas. Em 15 machos e 21 fêmeas T. atlantica coletados em 2006, da ponta do nariz até o ânus, o comprimento variou entre 80,6 e 103,1 mm, com média de 95,3 mm, nos machos, e, nas fêmeas, foi de 65,3 a 88,1 mm, e média de 78,3 mm. A massa corporal foi de 10,2 a 26,0 g, com média de 19,0 g, nos machos, e de 6,0 a 15,0 g, com média de 10,0 g, nas fêmeas. Os machos são significativamente maiores do que as fêmeas. Em 100 espécimes coletados em 1876, o comprimento da cabeça variou de 12,0 a 18,9 mm, uma média de 14,8 mm; a largura ficou entre 7 e 14,4 mm, e média de 9 mm. O comprimento da cauda foi de 93 a 170 mm, com média de 117 mm.

## Ecologia e comportamento

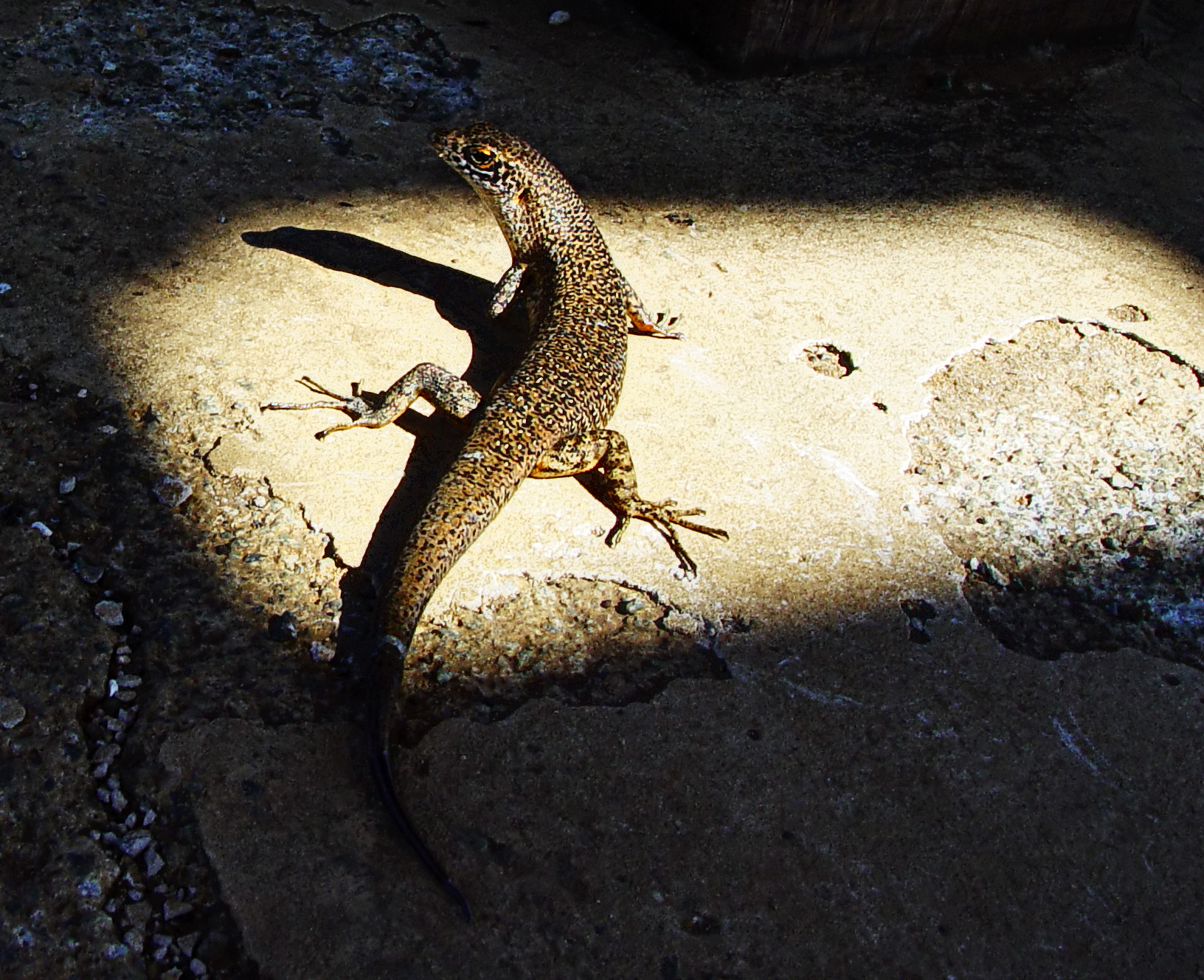
O Trachylepis atlantica toma sol para fazer sua termorregulação.

O lagarto pode ser encontrado em abundância por todo o arquipélago de Fernando de Noronha, aparecendo, também, nas casas dos moradores e nas ilhas menores que cercam a ilha principal do arquipélago. Sua abundância pode ser resultado da ausência de competidores ecologicamente semelhantes. Além do T. atlantica, os répteis da fauna de Fernando de Noronha consistem em uma população nativa da espécie de cobras-cegas Amphisbaena ridleyi e em duas outras espécies de lagarto introduzidas: a lagartixa Hemidactylus mabouia e o lagarto Tupinambis merianae.
A espécie é encontrada em diversos microhabitats, a maioria deles nas rochas. Embora predominantemente terrestre, é uma boa alpinista. Nada é conhecido sobre sua reprodução. Apenas um estudo realizado entre o fim de outubro e o início de novembro, durante a estação seca, mostrou pequenas evidências sobre a atividade reprodutiva da espécie. O lagarto é ovíparo, como muitos Trachylepis, e diferente dos Mabuya, que são todos vivíparos.
O Trachylepis atlantica é ativo durante o dia. Sua temperatura corporal tem uma média de 32 °C , poucos graus acima da temperatura ambiente. Durante o dia, seu corpo atinge picos superiores a 38 °C, próximo do meio-dia, e apresenta temperaturas mais baixas nos outros horários. No início da manhã, o lagarto se expõe ao sol. O animal gasta, em média, 28,4% de seu tempo movendo-se em busca de alimento, uma proporção relativamente alta para os Trachylepis.
Um geólogo que visitou a ilha em 1876 observou que o lagarto é curioso e ousado:

Enquanto estava sentado sobre as rochas, por diversas vezes percebi que esses bichinhos estavam me observando, aparentemente com certa curiosidade enquanto eu os assistia, virando a cabeça de um lado ao outro como se estivessem tentando entender. Enquanto fiquei quieto eles se aproximaram de mim e finalmente estavam sobre mim, mas quando me mudei eles correram para as rochas, mas virando suas cabeças de forma que ainda podiam me ver pelas bordas.

### Dieta

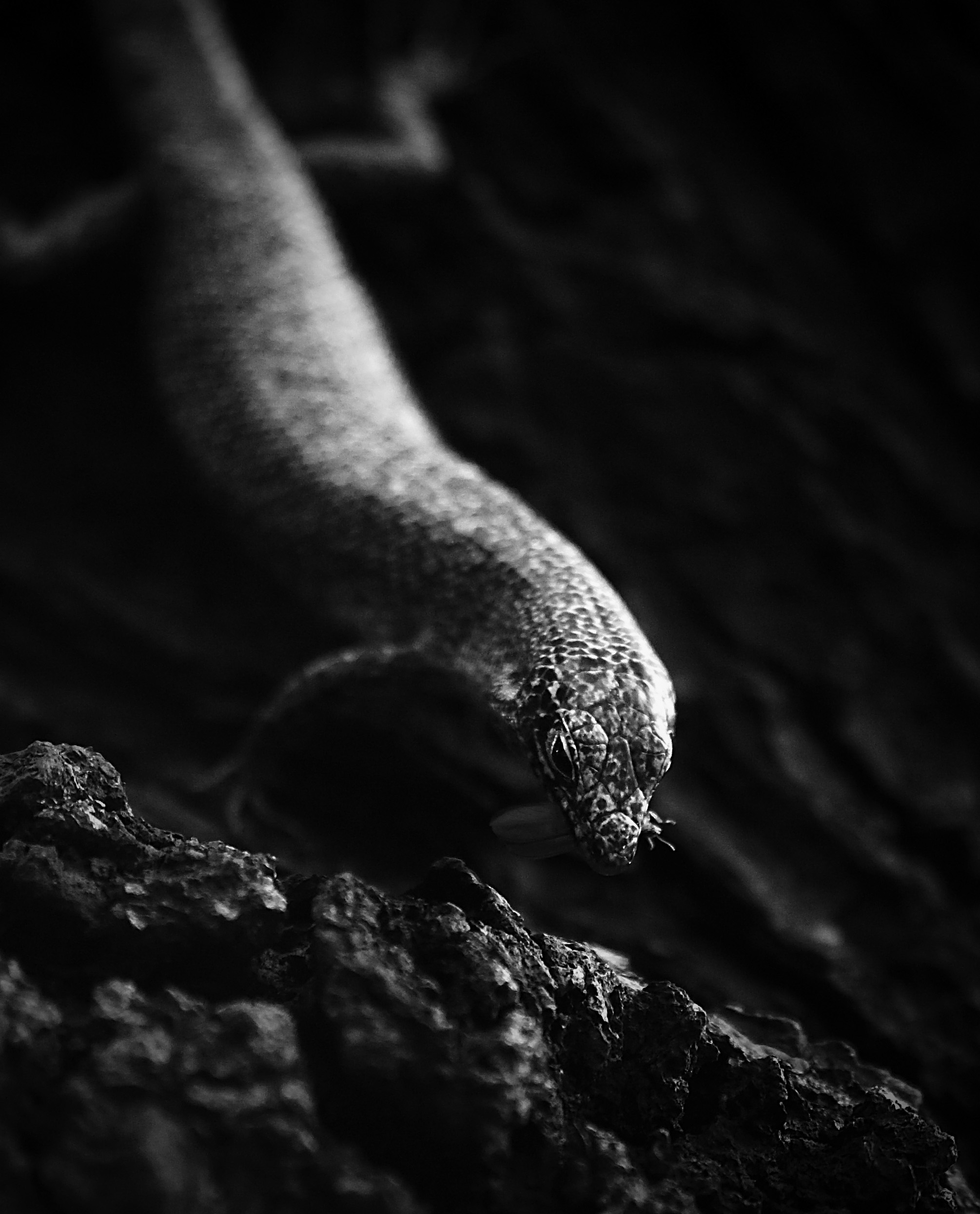
Os insetos são parte importante da dieta do Trachylepis atlantica.

O lagarto de Fernando de Noronha é um onívoro oportunista, pois consome qualquer coisa que seja comestível. Análises do conteúdo encontrado no estômago desse animal indicam que ele se alimenta, principalmente, de vegetais, pelo menos durante o período seco, mas ele também consome insetos e suas larvas, cupins (Isoptera), formigas (Formicidae) e besouros (Coleoptera). A maioria de suas presas é móvel, o que explica a proporção do tempo relativamente alta que o lagarto gasta se movimentando. Outras espécies da família Scincidae têm por hábito comer principalmente insetos, mas populações insulares podem, com frequência, tender ao herbivorismo. Suas presas têm em média 6,9 mm3 de volume, menos do que as das outras espécies Trachylepis.
Quando as árvores da espécie Erythrina velutina florescem, durante a estação seca, o lagarto de Noronha escala seus 12 metros  para alcançar suas inflorescências e para tomar o néctar, introduzindo sua cabeça nas flores. Eles provavelmente usam o néctar pela quantidade de açúcar e de água que ele contém. Nesse sentido, o lagarto ajuda na polinização da árvore, carregando o pólen em suas escamas e transportando-o até o estigma de outras flores, quando as visita. A polinização é um comportamento raro entre os lagartos, mas ocorre, mais frequentemente, em espécies insulares. O homem introduziu fontes adicionais de alimento para o lagarto na ilha, dentre elas sementes de Acacia, fezes de roedores da espécie Kerodon rupestris, moscas carniceiras, Hemidactylus mabouya jovens e farelos de biscoito deixados por turistas. A disponibilidade dessas fontes alimentares adicionais pode aumentar a abundância da espécie. Em 1887, H. N. Ridley observou esses lagartos comendo cascas de banana e gemas de ovos de pombos. Inúmeros casos de canibalismo já foram relatados, envolvendo lagartos comendo ovos, indivíduos jovens ou a cauda de outros adultos.

### Relacionamento com outras espécies

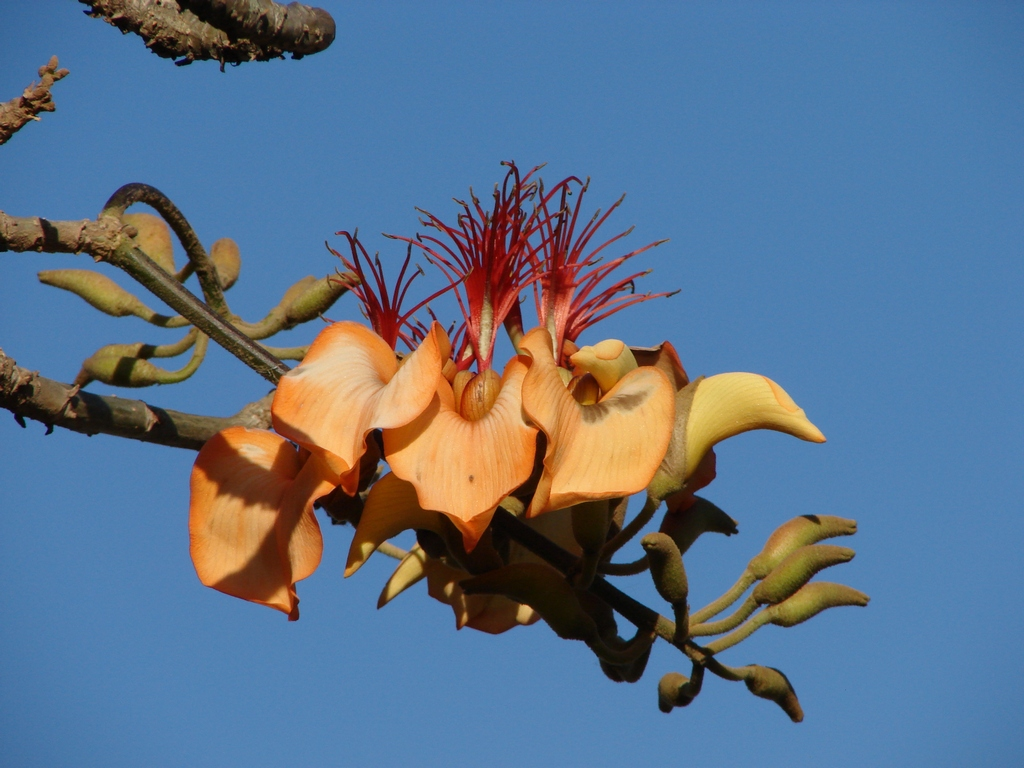
O lagarto se alimenta do néctar da espécie Erythrina velutina.

O lagarto de Fernando de Noronha, provavelmente, não tinha predadores até o arquipélago ser descoberto pelos humanos, a partir de quando várias espécies chegaram e passaram a predá-lo, com destaque aos gatos (Felis catus) e às garças-vaqueiras (Bubulcus ibis). Isso pode afetar negativamente a abundância da espécie em algumas localidades da ilha. Lagartos da espécie Tupinambis merianae e três roedores introduzidos, o camundongo (Mus musculus), a ratazana (Rattus norvegicus) e o rato-preto (Rattus rattus), também têm sido observados se alimentando do Trachylepis atlantica, mas os roedores, particularmente os camundongos, costumam comer os lagartos já mortos.
De acordo com um estudo de 2006, o lagarto de Fernando de Noronha é infectado por vários vermes parasitas, mais frequentemente por nematódeos da espécie Spinicauda spinicauda, por outro nematódeo, o Moaciria alvarengai, muito mais raro, e por outros parasitas raros, dentre eles dois trematódeos: o Mesocoelium monas e uma espécie indeterminada de Platynossomum; e uma outra espécie indeterminada de Ochorositica, um cestódeo. O S. spinicauda é geralmente encontrado somente nos lagartos da família Teiidae e deve ter chegado ao arquipélago quando indivíduos da espécie Tupinambis merianae, daquela família, foram introduzidos na ilha, em 1960. Estudos anteriores, de 1956 e 1957, relataram apenas os seguintes nematódeos: M. alvarengai e Thelandros alvarengai. A presença do S. spinicauda pôde explicar a baixa frequência do M. alvarengai e a ausência do T. alvarengai nos lagartos de Noronha observados em 2006.

## Origem

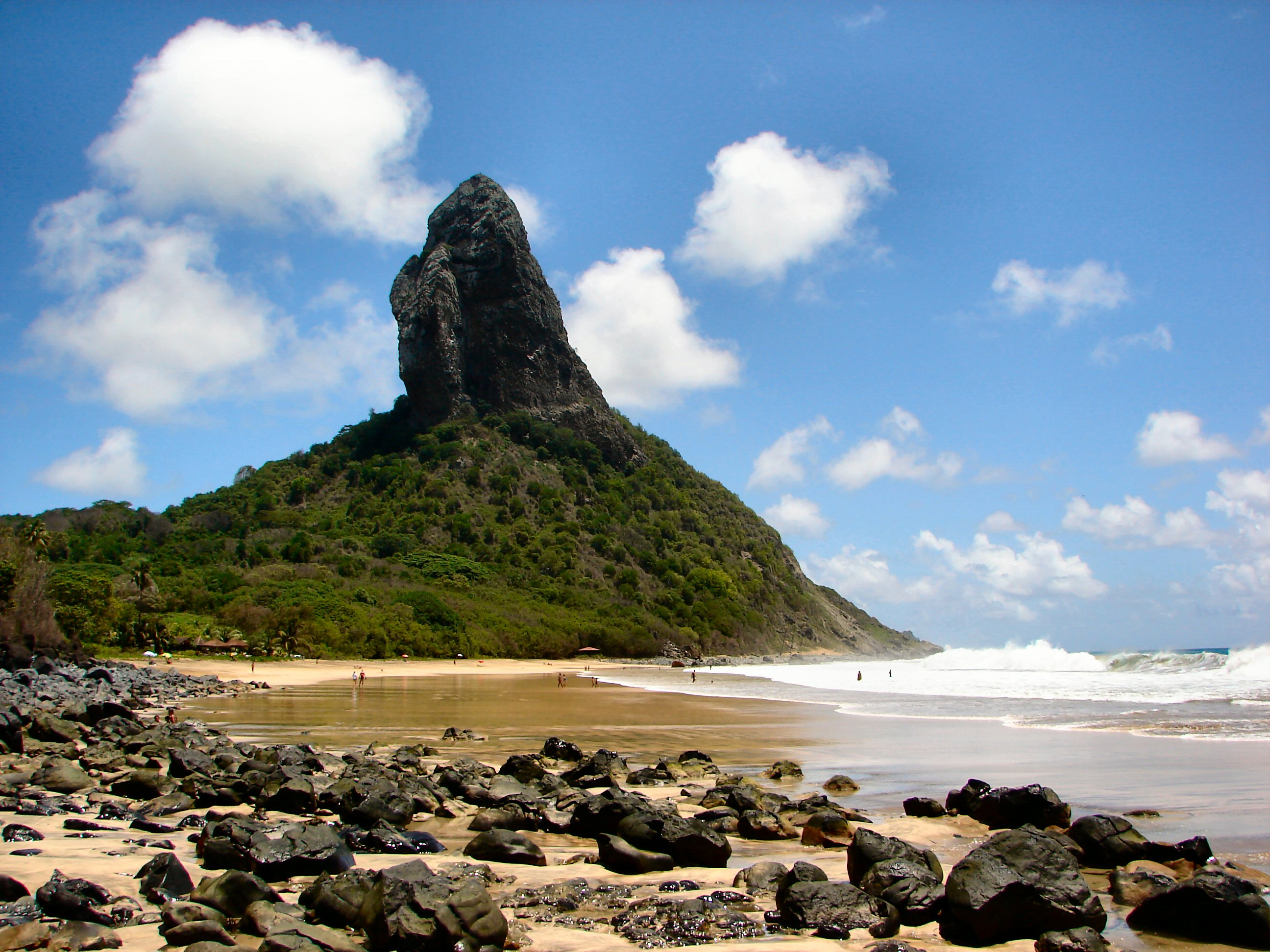
Vista do Morro do Pico, em Fernando de Noronha.

Análises filogenéticas utilizando uma variedade de genes mitocondriais e nucleares localizam este lagarto entre as espécies da África tropical do gênero Trachylepis. Essa posição também é confirmada por semelhanças morfológicas. Ele pode ter chegado ao arquipélago através de vegetais flutuantes provenientes do sudoeste da África, trazidos pelas corrente de Benguela e Sul Equatorial, que passam por Fernando de Noronha. Essa possibilidade foi sugerida, pela primeira vez, por Alfred Russel Wallace, antes de 1888. Mausfeld e seus colaboradores calcularam que a travessia da África até Fernando de Noronha deve ter durado 139 dias. Devido ao fato de esse período parecer muito longo para a sobrevivência do réptil, eles propuseram que o Trachylepis atlantica teria chegado por Ascensão, onde uma espécie similar parece ter vivido, historicamente.
Lagartos do gênero Mabuya da América do Sul e do Caribe formam um clado distinto que parece derivar de uma colonização africana secundária. Acredita-se que ambas as colonizações transatlânticas tenham ocorrido nos últimos 9 milhões de anos.